# Louise Tobin
Mary Louise Tobin Hucko (Aubrey (Texas), 11 november 1918 – Carrollton (Texas), 26 november 2022) was een Amerikaanse jazz-zangeres. Ze zong bij Benny Goodman en Bobby Hackett.

## Biografie
In 1932 won ze een talentenjacht van CBS Radio en toerde ze met dansorkesten in Texas. In 1934 werd ze zangeres bij het orkest van Art Hicks, waar trompettist Harry James speelde. Met deze territory band zong ze in verschillende staten, in een tijd dat het swing-tijdperk was losgebarsten. In 1935 werd het orkest van Hicks opgeheven. Louise Tobin en Harry James trouwden en terwijl James werk vond bij de band van Herman Waldman, zong Tobin bij verschillende orkesten in Texas. Ook zong ze onder meer bij de band van Leonard Keller en werkte ze in New York met Harry Savoy. In 1936 werd Harry James aangenomen door Benny Goodman, om enkele jaren later een eigen band te beginnen. Tobin zou James hebben gewezen op een zanger die ze op de radio hoorde. Deze zanger was Frank Sinatra en aangezien James een zanger nodig had, werd Sinatra vervolgens aangenomen voor 75 dollar per week.
Tobin zong met de band van trompettist Bobby Hackett in Nick's, waar Benny Goodman haar opmerkte en vervolgens aannam. Ze trad op tijdens Goodmans tweede Carnegie Hall concert in 1939 en zong op verschillende hits van de band, zoals "There'll Be Some Changes Made" en "What's New". Eén song was speciaal voor haar geschreven door Johnny Mercer en gearrangeerd door Fletcher Henderson, "Louise Tobin Blues". Ze nam ook op met het orkest van Will Bradley. Daarna stopte ze met zingen om een gezin te stichten, maar in 1943 verliet Harry James haar voor een huwelijk met actrice Betty Grable. In 1945 maakte ze enkele opnames met Tommy Jones en Emil Coleman, in 1946 zong ze met de band van Skippy Anderson. In 1950 nam ze op met het orkest van trompettist Ziggy Elman. In 1962 zong ze op het Newport Jazz Festival, waar ze klarinettist Peanuts Hucko ontmoette, waarmee ze ging werken en in 1967 trouwde. Het echtpaar had een club in Denver, waar het ook optrad. In 1974 leidde Hucko de Glenn Miller Band, waarmee hij met Louise Tobin als zangeres op tournee ging. Begin jaren tachtig toerde Hucko met zijn Pied Piper Quintet, waarbij Tobin zong. Ze namen twee platen op, "Tribute to Louis Armstrong" en "Tribute to Benny Goodman" en in 1992 kwam de plaat "Swing That Music" waarop Hucko en Tobin het duet "When You're Smiling" zingen. Het was hun laatste gezamenlijke plaat.
Tobin overleed op 104-jarige leeftijd.

## Discografie
- Changes